# ابردین، ساسکاچوان
ابردین، ساسکاتچوین (به انگلیسی: Aberdeen, Saskatchewan) یک شهرک در کانادا با جمعیت ۵۹۹ نفر است که در ساسکاچوان واقع شده‌است.